# Єфрем (ім'я)
Єфрем (від дав.-євр. ‏אֶפְרַיִם‏‎) - чоловіче ім'я єврейського походження.
Стародавнішою формою імені є Єфраїм або Ефраїм. У давньоруській мові, для якої слова з початковою е- були нехарактерні, існував також варіант Офрем. В українській мові існує варіація цього імені - Охрім. Ім'я Єфрем було досить поширеним, у ХІХ столітті воно активно використовувалося в донських станицях. Наслідком такої поширеності імені є велика кількість володарів прізвища Єфремів, що походить від імені. Використовувалася також форма імені Єфремій та похідні імена Єфремка та Рема.

## Відомі носії

### Святі
- Єфрем Сирин — християнський святий, теолог і письменник IV століття. День пам'яті - 28 січня.
- Єфрем Херсонеський — християнський місіонер IV століття. Разом з іншими херсонеськими єписокпами вшановується 7 березня.
- Єфрем Переяславський — церковний діяч ХІ століття, єпископ Переяслава, митрополит Київський. 28 вересня (Собор преподобних отців Печерських, що спочивають у ближніх (Антонієвих) печерах) - день, коли вшановується пам'ять Єфрема Переяславського і решти 72 святих.